# Craig Anthony Washington

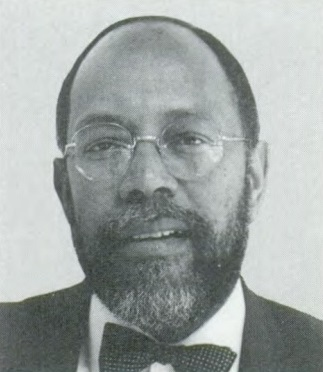
Craig Washington (1991)

Craig Anthony Washington (* 12. Oktober 1941 in Longview, Texas) ist ein US-amerikanischer Politiker. Zwischen 1989 und 1995 vertrat er den Bundesstaat Texas im US-Repräsentantenhaus.

## Werdegang
Craig Washington studierte bis 1966 an der Prairie View A&M University. Daran schloss sich bis 1969 ein Jurastudium an der Law School der Texas Southern University an. Gleichzeitig begann er als Mitglied der Demokratischen Partei eine politische Laufbahn. Zwischen 1973 und 1982 war er Abgeordneter im Repräsentantenhaus von Texas; von 1983 bis 1989 gehörte er dem Staatssenat an. Nach dem Tod des Abgeordneten Mickey Leland wurde Washington bei der fälligen Nachwahl für den 18. Sitz von Texas als dessen Nachfolger in das US-Repräsentantenhaus in Washington, D.C. gewählt, wo er am 9. Dezember 1989 sein neues Mandat antrat. Nach zwei Wiederwahlen konnte er bis zum 3. Januar 1995 im Kongress verbleiben. 1994 verfehlte er die Nominierung seiner Partei zur erneuten Wiederwahl.
Nach dem Ende seiner Zeit im US-Repräsentantenhaus praktizierte Washington als Anwalt. Am 1. Januar 2008 machte er Schlagzeilen, als er auf ein Fahrzeug mit zwei Teenagern schoss. Dafür wurde er im Jahr 2009 zu einer zweijährigen Bewährungsstrafe verurteilt. Außerdem geriet er zwischenzeitlich mit der Steuerfahndung in Konflikt, die ihm Steuerschulden in Höhe von 610.000 Dollar vorwirft.